# روبرت الكسندر (لاعب كرة قدم أمريكية)
روبرت الكسندر (بالإنجليزية: Robert Alexander) هو لاعب كرة قدم أمريكية أمريكي، ولد في 21 أبريل 1958 في ساوث تشارلستون في الولايات المتحدة.

## وصلات خارجية
- روبرت الكسندر على موقع مرجع كرة القدم المحترفة.كوم (الإنجليزية)